# 今岡清
今岡 清（いまおか きよし、1948年 - ）は、日本の元編集者、天狼プロダクション代表取締役。作家の栗本薫は2度目の妻。

## 概要
横浜市出身。中央大学法学部進学と同時に、SFファングループ「一の日会」に参加する。大学卒業後の1971年、日刊自動車新聞社に3か月勤務したのちに、早川書房に入社、SF担当の編集者となる。
森優（南山宏）が退社した1974年に、長島良三編集長のもとで『S-Fマガジン』の編集者になる。のち、早川浩（現・社長）編集長時代（今岡は編集長代行）を経て、1979年から6代目の『S-Fマガジン』編集長に就任する。1979年から、中断していたハヤカワ・SFコンテストを再開させ、神林長平、大原まり子など「SF作家第三世代」の作家たちをデビューさせるなど、手腕を振るう。
この頃、田沢幸男名義で翻訳家としても活動した。ライバル雑誌『奇想天外』に連載した際には百足連太郎の筆名を使用、『SFマガジン』でレビューなどを執筆した際は筆名・三井継（ピンク・レディーのミーとケイに由来）を使用した。
一方で、早川書房から距離をおくようになっていた「第一世代」の作家たちとの軋轢もあり、第1回日本SF大賞授賞作『太陽風交点』の文庫化をめぐり、早川書房が堀晃・徳間書店を訴えた太陽風交点事件が1981年に起こり、日本SF界に後年まで亀裂を残すこととなった。
また、担当する作家の一人だった栗本薫との交際がスキャンダルとなり、1981年に今岡は先妻と離婚して栗本と再婚した。1991年に『S-Fマガジン』編集長を阿部毅に譲る。1992年、妻の創作活動の支援と主夫に従事するため、早川書房を退社した。天狼プロダクションの社長として舞台製作を手掛けるほか、フリーライターとしてパソコン雑誌への寄稿や翻訳を行う。
2009年に栗本が死去した後は、彼女が残した『グイン・サーガ』の続編プロジェクトの監修を務める。
2019年、回顧録『世界でいちばん不幸で、いちばん幸福な少女』を、早川書房から、「栗本薫/中島梓没後10年」「グイン・サーガ誕生40年」の記念出版として刊行。

## 著書
- 今岡家の場合は―私たちの結婚 （中島梓共著 学習研究社 1994年10月）
- それでは小説にならない: ―元編集長が語る創作の作法― 日本独立作家同盟セミナー講演録（ボイジャー  Kindle版、2017年9月29日）
- 始まりは頻尿 PSA44からの前立腺がん闘病記（ボイジャー・プレス　Kindle版 2018年11月1日）
- 世界でいちばん不幸で、いちばん幸福な少女（早川書房、2019年4月18日）

## 翻訳書
- 死の王と生命の女王 ホーマー・イオン・フリント、 田沢幸男名義訳 久保書店（QTブックスSF）1974年1月1日
- 最後の惑星船の謎 エドモンド・ハミルトン、田沢幸男名義訳 久保書店（Q-TブックスSF）1975年6月1日
- 銀河系の悪魔 ジョン・ブラナー、田沢幸男名義訳 徳間書店（Tokuma novels）1978年8月1日
- ハッカーを追え! （ブルース・スターリング  ASCII 1993年11月）